# الحب بعد الهيمنة على العالم
الحب بعد الهيمنة على العالم (بالإنجليزية: Love After World Domination)‏ هي سلسلة مانغا يابانية تنشر منذ أكتوبر 2019 وتم جمعها في 3 تانكوبون ومن المقرر عمل أنمي من إنتاج بروجيكت نو 9 سيعرض في 2022.